# Handcar

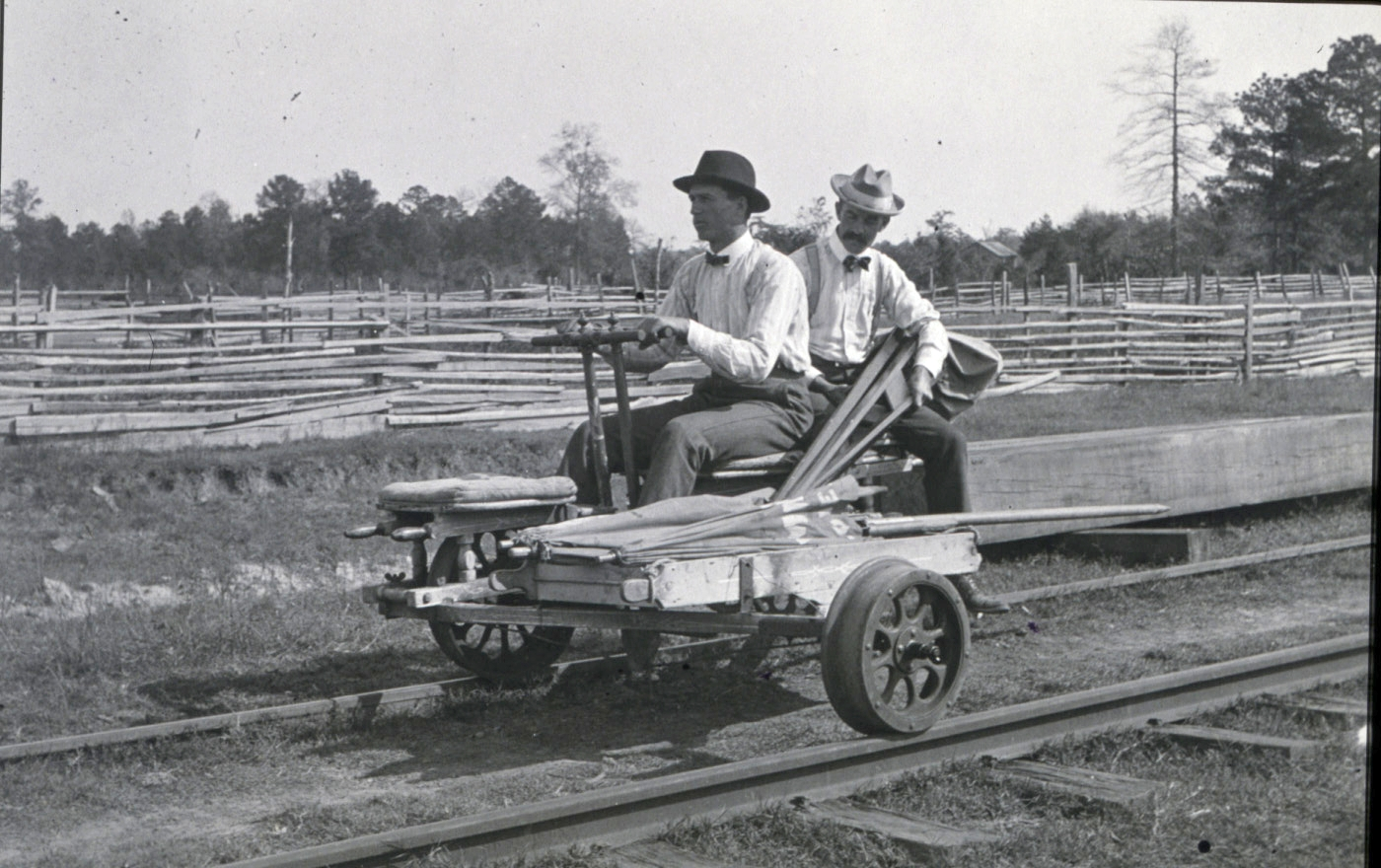
Handcar o velocipede a tre ruote su un binario ferroviario.

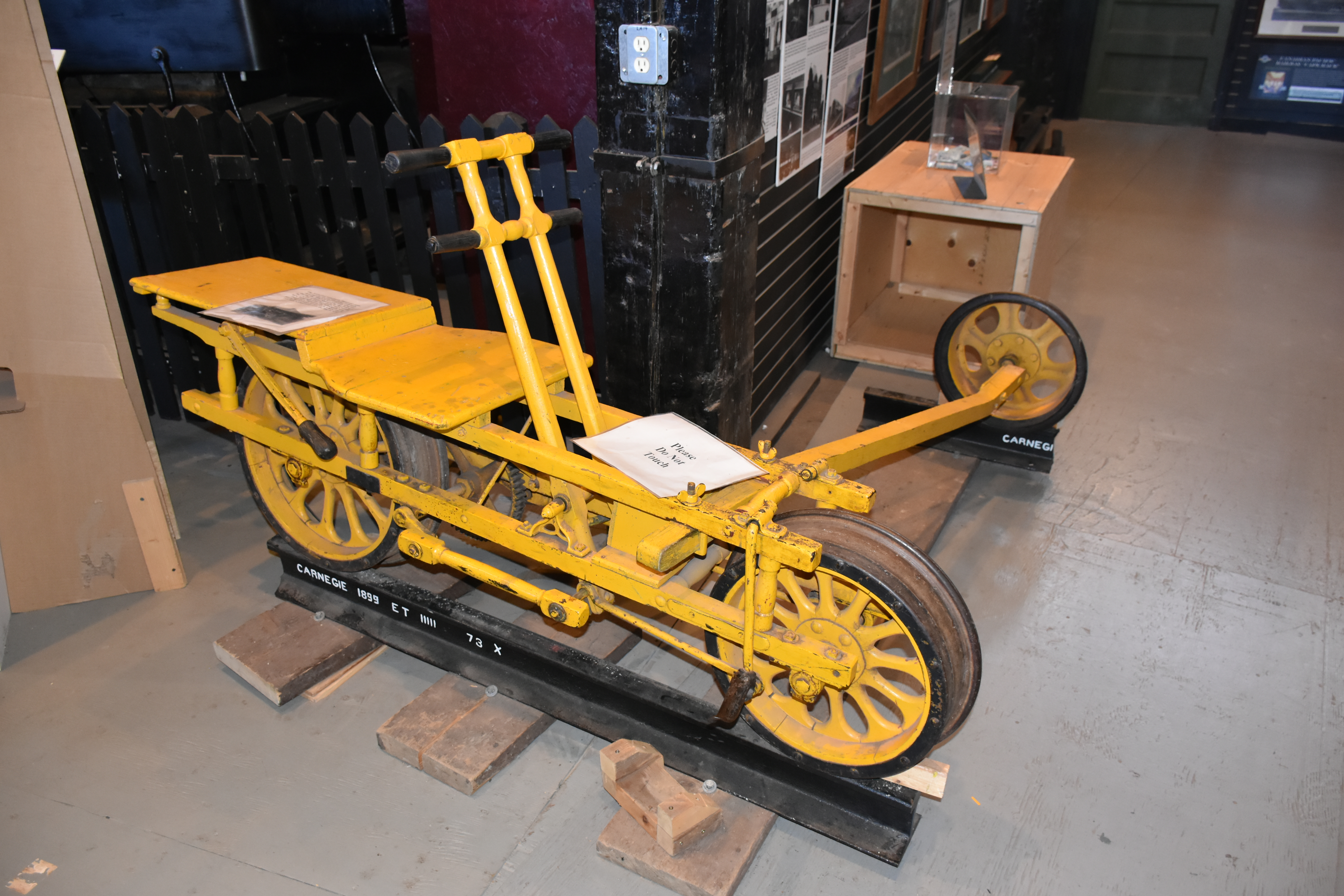
Velocipede ferroviario conservato in mostra alla Toronto Railway Historical Association.

L'handcar (noto anche come carrello a mano, jigger, rail bikes, velocipede o draisina ferroviaria) è un carrello ferroviario mosso direttamente dai suoi passeggeri, o eventualmente da persone che spingono lo stesso da dietro. Viene utilizzato principalmente per la manutenzione dei binari o in miniera, ma in alcuni rari casi è stato utilizzato anche per il servizio passeggeri. Un design tipico è costituito da un braccio, chiamato il raggio ambulante, che ruota, come un'altalena, su una base, che i passeggeri spingono alternativamente verso il basso e verso l'alto per spostare il mezzo.

## Storia

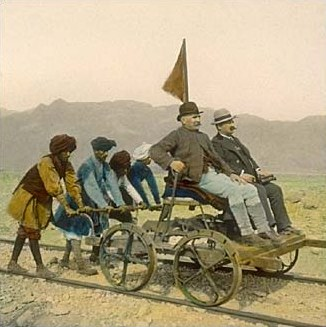
Un'immagine estratta da una lanterna magica del 1895 circa, che mostra quattro nativi dell'India britannica mentre spingono un carrello a mano nel Passo Bolan (ora in Pakistan).

Non è chiaro chi abbia inventato l'handcar, altrimenti detto carrello a mano. È probabile che i macchinisti delle singole officine ferroviarie abbiano iniziato a costruirli ciascuno secondo il proprio progetto. Molti dei primi operavano girando manovelle di grandi dimensioni. È probabile che il carrello manuale dotato di pompa, con un raggio di movimento alternativo, sia arrivato più tardi. Mentre ci sono centinaia di brevetti statunitensi relativi ai dettagli dei carrelli a mano, probabilmente i principali progetti di meccanismi per generare il movimento erano di uso così comune che non erano brevettabili quando le aziende iniziarono a produrne per la vendita alle ferrovie.
I carrelli a mano erano assolutamente essenziali per il funzionamento delle ferrovie, specialmente nel periodo in cui le ferrovie erano la principale forma di trasporto pubblico per persone e merci in America, ovvero dal 1850 al 1910 circa. Potrebbero esserci stati dei carretti a mano già alla fine del 1840, ma erano comunque piuttosto comuni durante la guerra civile americana. Si trattava di uno strumento molto importante nella costruzione della First Transcontinental Railroad. Ce ne furono molte migliaia costruite. Erano comunemente assegnati a una "sezione" della pista, tracciato compreso tra circa 6 e 10 miglia di lunghezza (da 10 a 16 km), a seconda del peso del traffico e della velocità della locomotiva sperimentata sulla sezione. Ogni sezione aveva un equipaggio di sezione che si occupava della sua manutenzione. Ogni sezione di solito aveva uno spazio dedicato che veniva utilizzato per riporre gli strumenti, compreso il carrello manuale. Nel 1900 erano state costruite in America circa 130.000 miglia di pista (grosso modo 210 km). Quindi, considerando che c'era un carrello a mano assegnato ad almeno ogni dieci miglia di quel binario, ci sarebbero stati almeno 13.000 handcar operanti negli Stati Uniti. Questo numero è ovviamente una sottovalutazione grossolana, perché molte sezioni erano più brevi di 10 miglia e le ferrovie avevano anche vagoni di scorta per l'uso in circostanze insolite. La società di telegrafi Western Union e gli altri utenti delle ferrovie avevano i loro carretti a mano, aumentando la popolazione complessiva dei carrelli.
I primi esemplari erano probabilmente costituiti da pezzi di recupero. Con ogni probabilità, queste macchine erano pesanti, richiedendo la forza di più persone per poterli spingere. Più persone aggiungono più forza, ma a un certo punto i benefici sono compensati dal peso delle persone stesse. Molte aziende produssero carrelli a mano negli anni successivi alla guerra civile americana, come dimostra il numero di pubblicità in pubblicazioni contemporanee come The Car Builder's Dictionary. Verso la metà degli anni ottanta dell'Ottocento, la Sheffield Velocipede Car Company, la Kalamazoo Velocipede Company e la Buda Foundry and Manufacturing Company erano le tre principali aziende a costruire handcar. Sheffield fu quasi immediatamente acquisita dal colosso industriale Fairbanks Morse. Tutte e tre le società hanno cambiato il loro nome nel corso degli anni, ma per la maggior parte degli anni in cui hanno prodotto carrelli a mano, queste sono state ancora identificate come Sheffield, Kalamazoo e Buda. Le macchine a mano continuarono ad essere disponibili per tutta la prima metà del XX secolo. Fairbanks Morse offriva ancora un carrello a mano dal proprio catalogo fino al 1950 e Kalamazoo li vendette almeno fino al 1955.
Mentre le rappresentazioni in TV e nei film potrebbero suggerire che far parte di un equipaggio di carrelli a mano sia una sorta di scorribanda, in realtà pompare un carrello a mano tradizionale con cuscinetti in bronzo piuttosto che moderni cuscinetti a rulli può essere un lavoro molto duro. La natura spiacevole di questa esperienza deve essere stata accentuata dal peso morto delle forniture tipiche di cui erano equipaggiati, quali bulloneria, pale, barre di leva di vario genere e altre attrezzature di ferro e acciaio.
I carrelli motorizzati iniziarono ad apparire nei primi anni del 1900, forse qualche anno prima e sostituirono con una certa rapidità la maggior parte dei carrelli a mano. Quelli che non furono demoliti durante la prima guerra mondiale, andarono probabilmente distrutti durante la seconda guerra mondiale. Non è chiaro quanti carretti sono sopravvissuti. Se ne trovano nei musei delle ferrovie e alcuni sono in mani private.

## Uso moderno

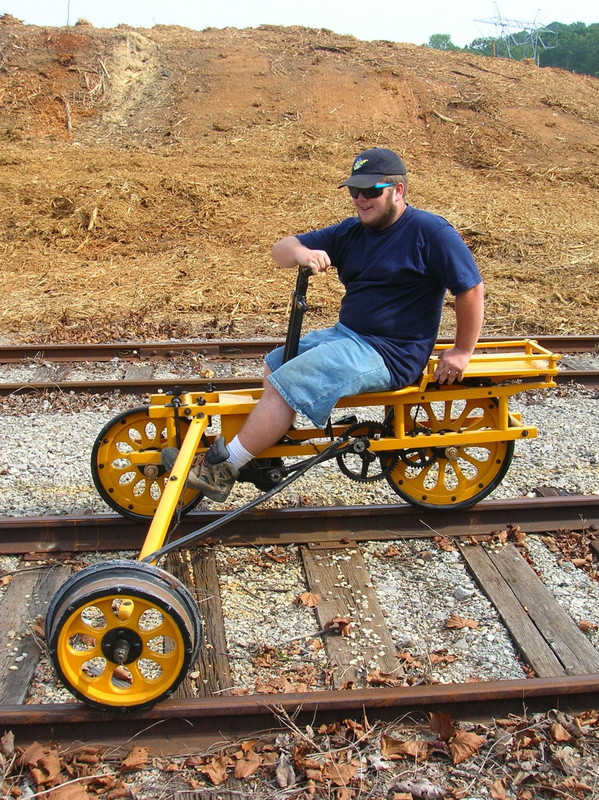
Handcar progettato per essere gestito da una sola persona, ampiamente noto in Nord America come velocipede.

I carrelli a mano sono stati normalmente utilizzati dal personale di servizio ferroviario (quest'ultimi noti anche come Gandy dancer) per l'ispezione e la manutenzione delle ferrovie. Date le dimensioni ridotte, possono essere montati e rimossi dai binari in qualsiasi luogo, consentendo il passaggio dei treni. Più in generale, i carrelli a mano sono stati sostituiti da veicoli semoventi che non richiedono l'uso di energia manuale, basandosi invece su motori a combustione interna o elettricità per spostarsi.
I carretti a mano sono oggi utilizzati dagli appassionati in occasione di eventi ferroviari d'epoca e per gare tra carretti a mano guidati da squadre di cinque persone (una per spingere la macchina da una fermata, quattro per pompare la leva). Una di queste gare, la Handcar Regatta, si è svolta a Santa Rosa, in California, dal 2008 al 2011 e altre gare si sono svolte in Australia. A parte i carrelli costruiti per le corse, i nuovi carrelli vengono costruiti con cuscinetti a rulli moderni, assi fresati e alberi a gomito.

## A livello internazionale

### Francia
in questo paese la diffusione dell'handcar è stata molto ampia.

### Australia
In Australia, le handcar vengono comunemente chiamati Kalamazoos come la Kalamazoo Manufacturing Company, che ha fornito numerosi esempi al mercato ferroviario australiano. Molti Kalamazoos sono conservati in Australia, alcuni addirittura utilizzati per le gare.

### Guatemala
C'è un servizio di auto a spinta lungo i binari della ferrovia tra Anguiatú in Guatemala e le città rurali oltre il confine salvadoregno. A volte vengono trainati da un cavallo.

### Giappone

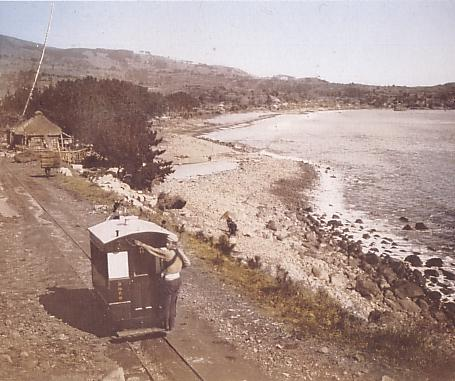
Tram basato su handcar Zusō Handcar a Yugawara, Giappone, 1895-1924.

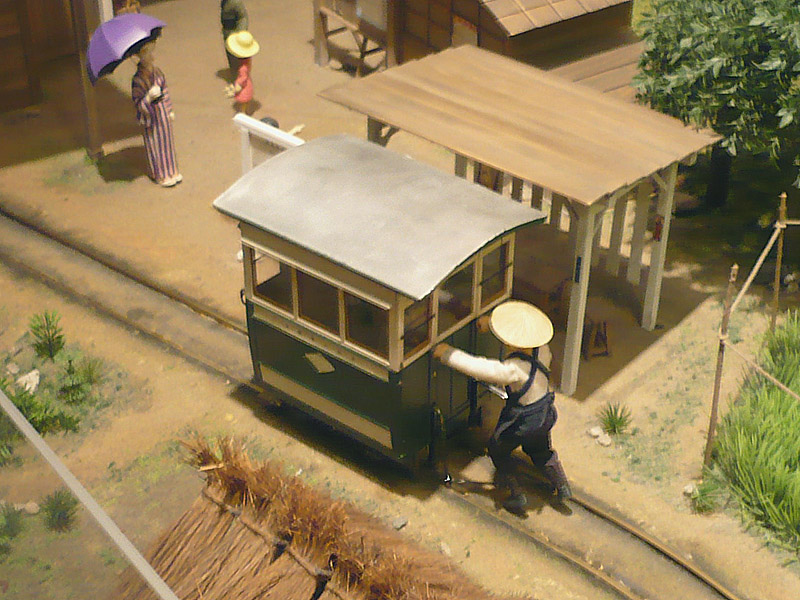
Modello del tram di Taishaku Handcar, che mostra il metodo di funzionamento.

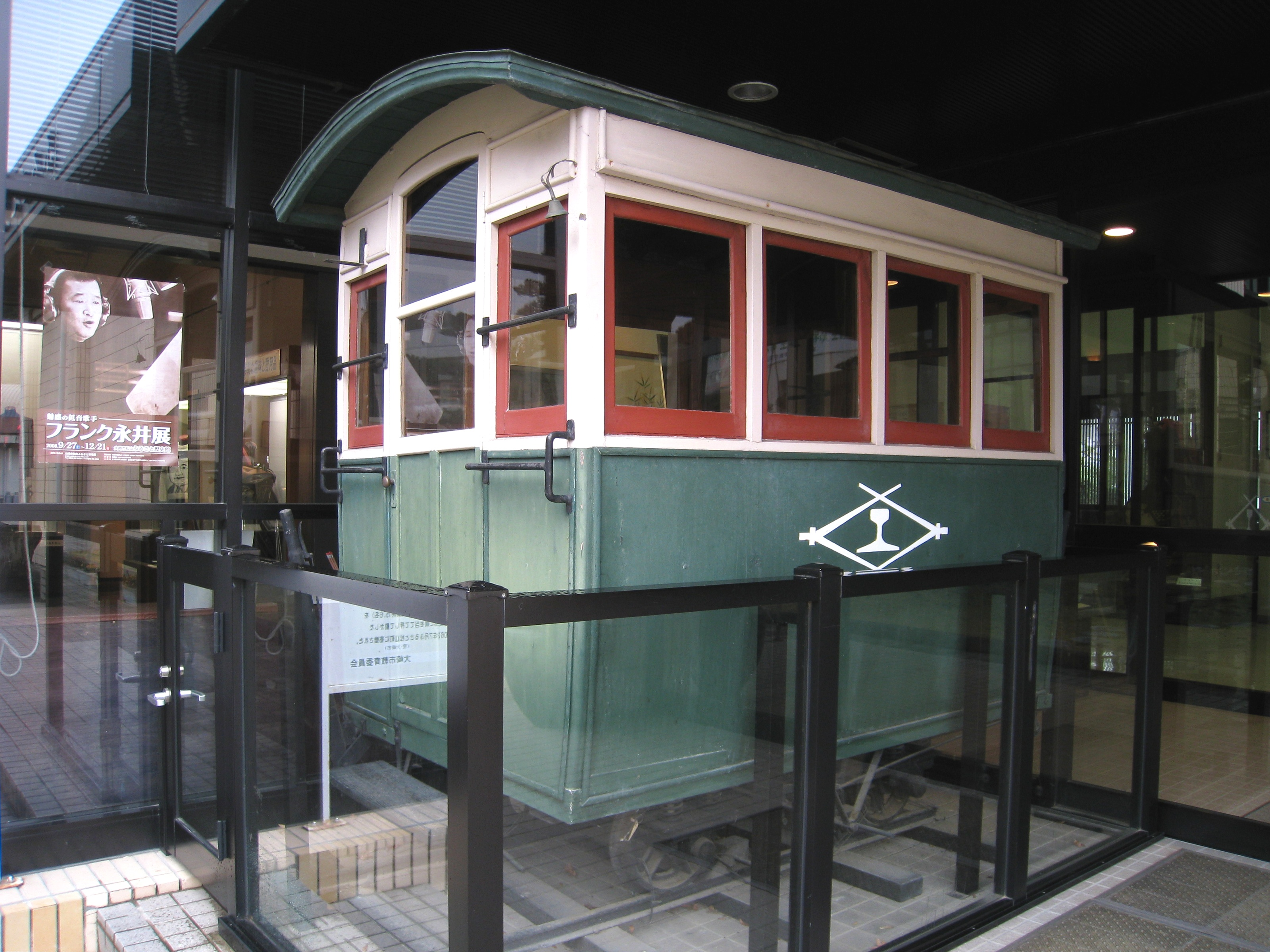
Handcar della Matsuyama Handcar Tramway ad Osaki City (Matsuyama Furusato History Museum).

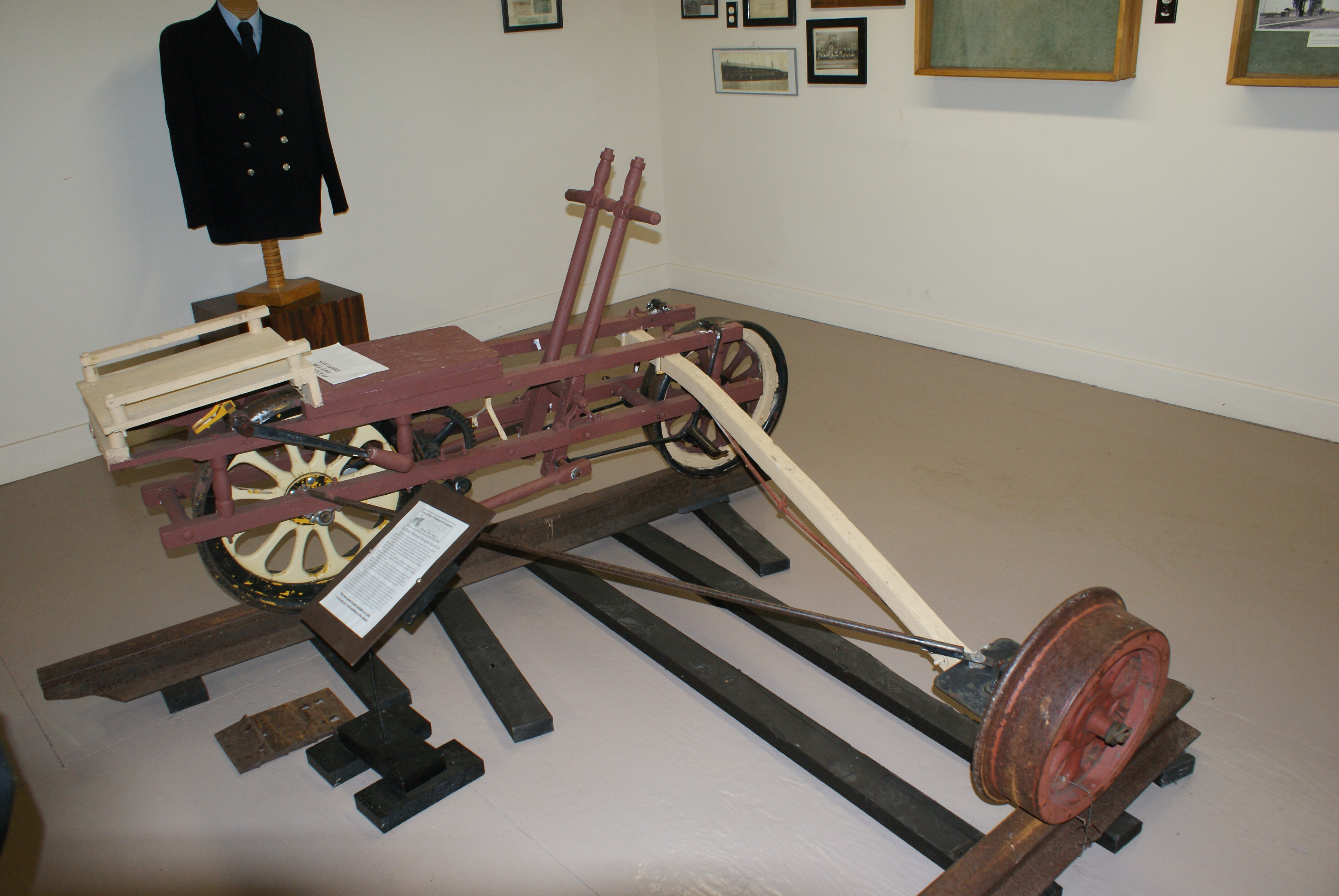
Carrello a tre ruote al museo ferroviario di Saskatchewan.

In Giappone, all'inizio del XX secolo esistevano dozzine di linee ferroviarie per autovetture gestite commercialmente, chiamate human car tramway (人車軌道?, jinsha kidō) o human car railway (人車鉄道?, jinsha tetsudō). Quelle linee furono costruite esclusivamente per il servizio passeggeri e/o merci e i "macchinisti" spingevano i vagoni del treno fino in fondo. La prima linea, la linea tranviaria Fujieda-Yaizu, è stata inaugurata nel 1891 e la maggior parte delle altre ha aperto prima del 1910. Si trattava quasi sempre di linee molto corte (meno di 10 km di lunghezza) e gli scartamenti utilizzati erano 762 o 610 mm. Poiché il sistema a propulsione umana era abbastanza inefficiente, molti tram per carrozze a mano cambiarono presto il sistema di propulsione con cavalli o motori a benzina. Il sistema non era competitivo rispetto a una concorrenza con altri metodi di trasporto, come camion, cavalli, autobus o altre ferrovie. La linea tranviaria Taishaku Handcar cessò di funzionare già nel 1912 e quasi tutte le linee erano già chiuse prima del 1945.

#### Elenco delle linee tranviarie con handcar in Giappone
- Hokkaidō
  - Tram di Ebetsu Town Handcar 江 別 町 営 人 車 軌道
- Akita
  - Tram gestito da Nakanishi Tokugorō 中西 徳 西 経 営 軌道
- Yamagata
  - Linea tranviaria Akayu Handcar 赤 湯 人 車 軌道
- Iwate
  - Tram Waga Light 和 賀 軽 便 軌道
- Miyagi
  - Linea tranviaria per carrelli Matsuyama 松山 人 車 軌道
- Tochigi
  - Tram di Iwafune Handcar Hand 舟 人 車 鉄 道
  - Linea tranviaria Kitsuregawa Handcar 喜 連 川 人 車 鉄 道
  - Tram di Nabeyama Handcar Hand 山人 車 軌道
  - Tram Nasu Handcar 那 須 人 車 軌道
  - Tram di Handcar per Otome 乙 女人 車 軌道
  - Tram di pietra Utsunomiya 宇 都 宮 石材 軌道
- Ibaraki
  - Tram Haguro 羽 黒 軌道
  - Tram Inada 稲 田 軌道
  - Tram di Iwama 岩 間 軌道
  - Tram di Kabaho Kōgyō 樺 穂 興業 軌道
  - Tram di Kasama Handcar 笠 間 人 車 軌道
- Chiba
  - Tram di Mobara-Chōnan per l'automobile 茂 原 ・ 長 南 間 人 車 軌道
  - Noda Handcar Tramway 野 田 人 車 鉄 道 (linemap)
  - Tram tram Handhara-Ōtaki car 原 ・ 大多 喜 間 人 車 軌道
  - Tram di Tōkatsu Handcar 東葛 東葛 車 鉄 道
- Tokyo
  - Tram di Taishaku Handcar Hand 釈 人 車 軌道
    - L'attuale linea Keisei Kanamachi.
- Gunma
  - Tram Satomi 里 見 軌道
  - Tram di pietra di Yabuzuka 藪 塚 石材 軌道
    - La parte dell'attuale linea Tōbu Kiryū.
- Kanagawa
  - Tram di Zusō Handcar 豆 相 人 車 鉄 道
    - Anche a Shizuoka.
- Shizuoka
  - Tram di Fujieda-Yaizu 藤枝 焼 津 間 軌道
  - Tram di Nakaizumi 中 泉 軌道
  - Tram di Shimada 島 田 軌道
- Fukui
  - Tram di Hongō 本 郷 軌道
- Okinawa
  - Tram di Okinawa Handcar 沖 縄 人 車 軌道

### Taiwan

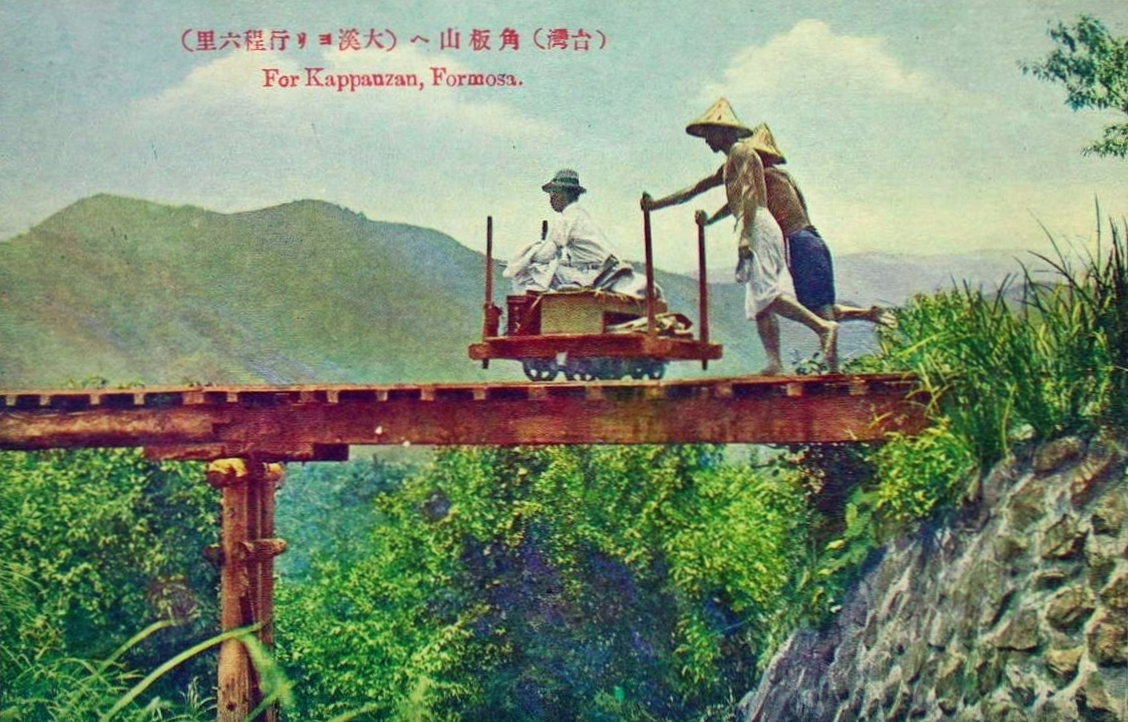
Ferrovia a spinta Taiwanese all'inizio del XX secolo.

A Taiwan, i vagoni a mano commercializzati erano chiamati linea ferroviaria leggera (cinese tradizionale: 輕便 線; Hanyu Pinyin: qīngbiàn-xiàn), linea ferroviaria leggera a spinta (手 押 輕便 線; shǒuyā qīngbiàn-xiàn), tram a spinta manuale (手 押 軌道; shǒuyā guǐdào), o più comunemente, carro a spinta manuale (手 押 臺 車; shǒuyā táichē). La prima linea fu costruita nel 1870. La rete si è sviluppata successivamente sotto il dominio giapponese. Nel 1933, al suo picco, c'erano più di 50 linee nell'isola su una rete di 1.292 km e trasportavano passeggeri, carbone, prodotti di fabbrica, zucchero, sale, banane, foglie di tè e altri. La maggior parte delle linee, escluse quelle nelle miniere e nelle isole isolate, sono scomparse dopo che i giapponesi se ne sono andati. Tuttavia, alcuni tracciati sopravvissero piuttosto bene fino agli anni '70. Attualmente esiste ancora solo la linea turistica di Wūlái, sebbene la sua linea non sia più alimentata dalla forza umana.

## Nella cultura di massa
I carretti a mano sono un soggetto ricorrente nei film del ventesimo e del ventunesimo secolo, in ambiti quali come commedia, teatro e animazione.
- In Stalker, i protagonisti viaggiano nella misteriosa "Zona" su un carrello a mano.
- La scena di apertura di Blazing Saddles, ambientata in un cantiere ferroviario, presenta un handcar.
- Nel film Mad Max Beyond Thunderdome, la scena dell'inseguimento culminante si svolge lungo una ferrovia, con uno degli inseguitori che insegue gli eroi lungo i binari su un carrello.
- Nell'episodio di Dad's Army "Il treno reale", il plotone della guardia domestica di Walmington-on-Sea si ritrova bloccato su un treno in fuga. Il guardiano Hodges, il vicario, il verger e il sindaco della città li inseguono usando un carrello manuale.
- Nel film O Fratello, dove sei?, i tre personaggi principali incontrano un vecchio cieco su un carrello dopo essere fuggito dalla prigione e alla conclusione del film.
- Nel film The Great St Trinian's Train Robbery due studentesse di St. Trinian ne usano una per spostarsi tra leve di punti distanti.
- Nell'episodio "Rushing Roulette" di Wile E. Coyote e Road Runner (1965), Wile E. Coyote tenta di catturare il Road Runner usando un carrello.
- Nel 1998, Sega ha prodotto il gioco arcade a tema handcar Magical Truck Adventure che il giocatore controlla pompando una grande maniglia.
- Buster Keaton usa un carrello a mano durante una scena di inseguimento nel film Il generale; usa anche una draisina potenziata in The Railrodder.
- Nell'episodio dei Simpson "500 chiavi", Marge insegue un carrello giocattolo chiamato "Pooter Toot Express". Le due figure che pompano l'auto emanano gas intestinali ogni volta che pompano.
- In Reds (1981), John Reed, interpretato da Warren Beatty, tenta di lasciare la Russia attraverso un velocipede ferroviario, ma è detenuto dalle truppe finlandesi al confine.
- In Thomas and Friends, Old Bailey usa un carrello nell'episodio "Haunted Henry" (serie 5, episodio 11). Questo carrello può essere visto anche nelle serie 6, 14, 15, 16, 22 e 23. Un vero carrello a mano può essere visto anche nel VHS "10 anni di Thomas and Friends" sulla ferrovia di Strasburgo durante un evento Day Out with Thomas.
- In Postman Pat, Pat, Jess e Ted usano un carrello nell'episodio del servizio di consegna speciale "A Wobbly Piano" in modo da poter arrivare a Greendale e consegnare il piano di Lizzy.
- Nello show televisivo Petticoat Junction, in molti episodi viene mostrato un carrello a mano, ogni volta che la linea ferroviaria non è disponibile per portare i residenti della Hooterville Valley dove devono andare.
- Nell'episodio "I treni e gli aerei" di Mr. Men Show, Mr. Bump e Miss Helpful usano un carrello per consegnare le traversine per la ferrovia. Più tardi alla fine, il signor Grumpy salta a bordo del loro carrello, ma viene distrutto da Miss Whoops.
- Nell'episodio di The Good Place "Tinker, Tailor, Demon, Spy", i personaggi Michael e Jason iniziano un viaggio da The Good Place a The Bad Place su un carrello. Nel seguente episodio "Employee of the Bearimy" completano il viaggio e successivamente ritornano a The Good Place sul medesimo carrello con Janet.
- Nel film Le comiche, i due protagonisti Paolo Villaggio e Renato Pozzetto, fuggono dal treno che gli viene incontro.
- Nel film Bello, onesto, emigrato Australia sposerebbe compaesana illibata, il protagonista Amedeo interpretato da Alberto Sordi si sposta nella ferrovia usando un Handcar a tre ruote.

## Gare
Il Canadian Championship Handcar Races si tiene ogni anno al Palmerston Railway Heritage Museum (ex vecchia stazione CNR di Palmerston) a Palmerston, Ontario, Canada, ogni giugno. Queste gare sono iniziate nel 1992 e sono in corso da allora.
Una gara annuale di handcar, la Wunderkammer del Dr. EP Kitty, con le carrozze della Great Sonoma County (precedentemente nota come The Hand-car Regatta), si tiene nel cortile ferroviario nel vecchio centro di Santa Rosa, in California.
Si tratta di un festival dalle mille sfaccettature, incentrato su gare di numerosi veicoli a propulsione umana molto diversi che operano su binari ferroviari. Questi includevano i tradizionali carrelli a mano e altri alimentati a pedali o spingendo.
Una gara simile si è svolta nella vicina città di Willits, in California, nella California settentrionale, l'8 e 9 settembre 2012. Altre gare si svolgono in Australia, alcune con vecchi carri conservati. Vedi il riferimento sopra relativo ai Kalamazoos in Australia.

## Galleria d'immagini

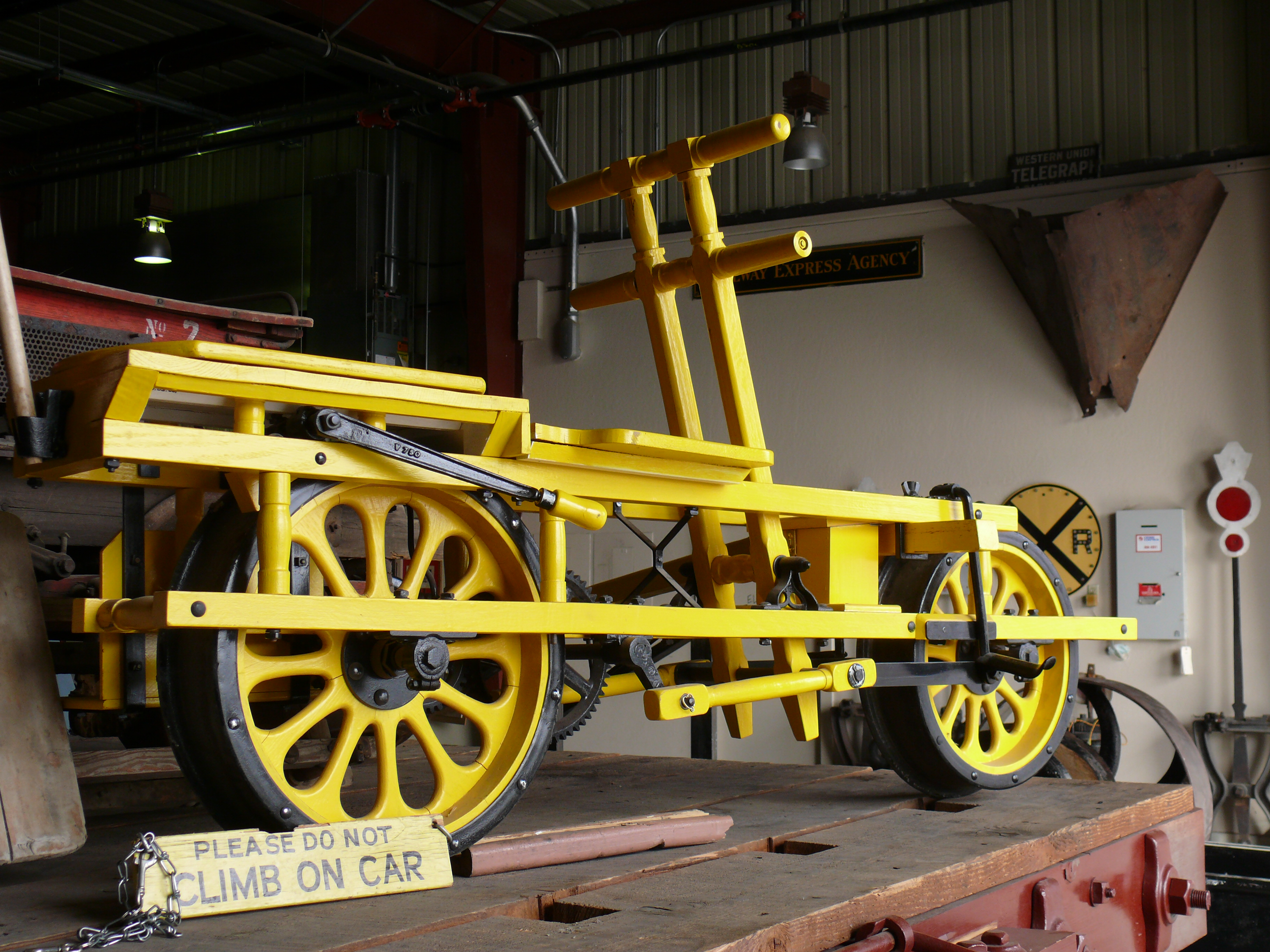
Handcar o velocipede presso il Nevada State Railroad Museum.
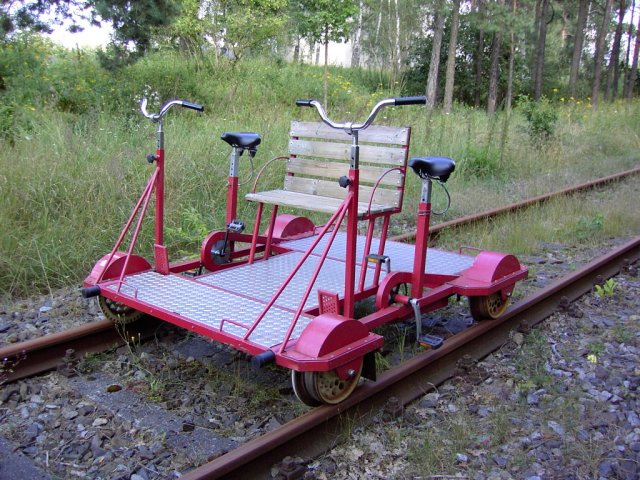
Rail-cycle con 4 ruote. Una singola bicicletta può anche essere modificata con un bilanciere e ruote di posizionamento per operare su rotaie.
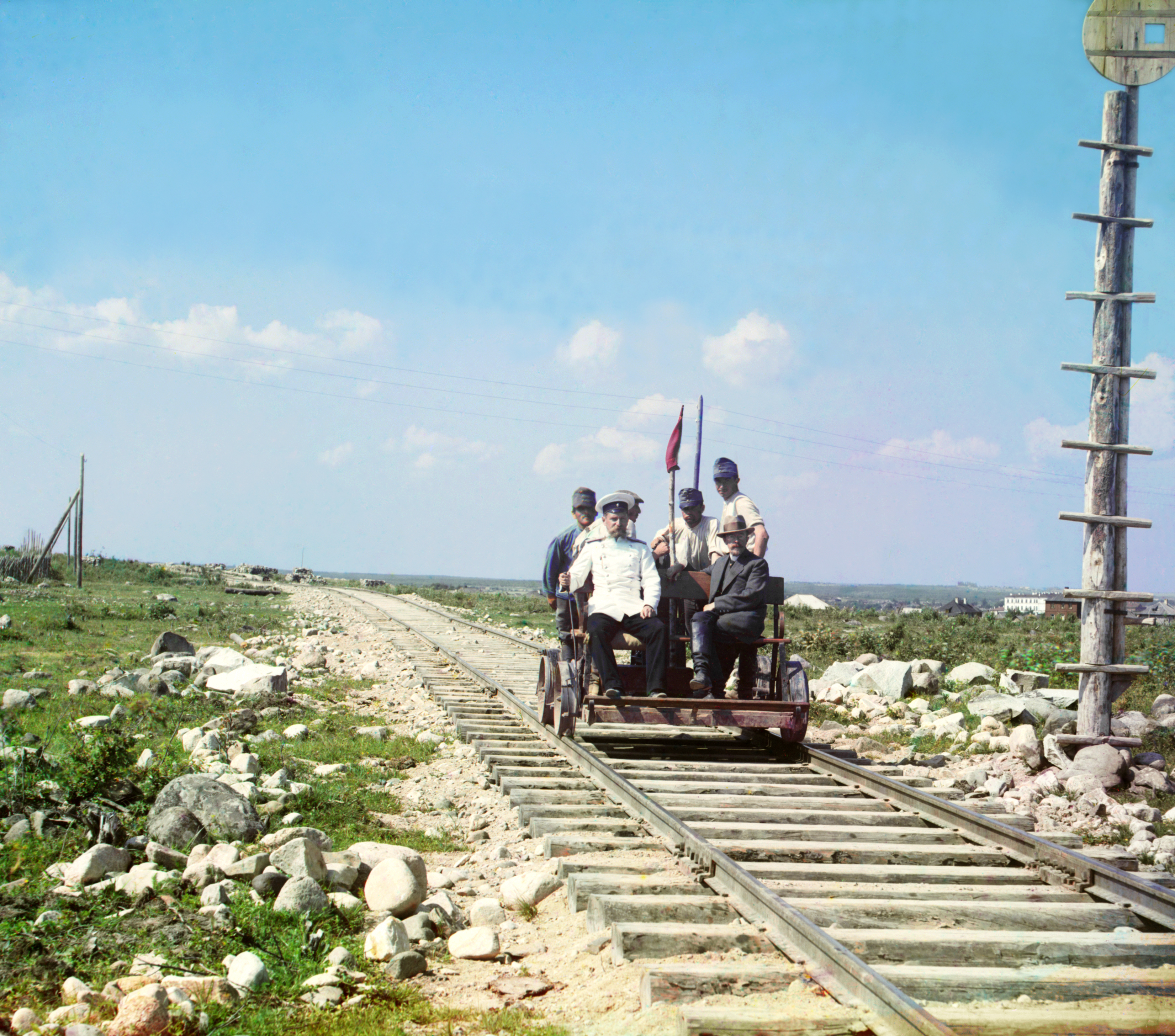
Vettura a mano lungo la ferrovia di Murmansk, sulla riva del lago Onega (circa 1916).
Animazione di un carretto a mano, basato su un brevetto di George S. Sheffield.